# Rezaldi Hehanusa
Muhammad Rezaldi Hehanusa (sinh ngày 7 tháng 11 năm 1995) là một cầu thủ bóng đá người Indonesia thi đấu cho Persija Jakarta ở vị trí Hậu vệ trái.

## Sự nghiệp

### Persija Jakarta
Rezaldi gia nhập Persija Jakarta cho Indonesia Soccer Championship A 2016. Anh có màn ra mắt in 29 tháng 4 năm 2016, trước Persipura trên Sân vận động Mandala.

### Sự nghiệp quốc tế
Anh có màn ra mắt quốc tế cho đội tuyển quốc gia ngày 8 tháng 6 năm 2017, trước Campuchia.

## Thống kê sự nghiệp

### Câu lạc bộ
Tính đến 30 tháng 5 năm 2018.
| Câu lạc bộ          | Mùa giải            | Giải vô địch | Giải vô địch | Cúp     | Cúp       | Châu lục | Châu lục  | Khác    | Khác      | Tổng    | Tổng      |
| Câu lạc bộ          | Mùa giải            | Số trận      | Bàn thắng    | Số trận | Bàn thắng | Số trận  | Bàn thắng | Số trận | Bàn thắng | Số trận | Bàn thắng |
| ------------------- | ------------------- | ------------ | ------------ | ------- | --------- | -------- | --------- | ------- | --------- | ------- | --------- |
| Persija Jakarta     | 2016                | 5            | 0            | –       | –         | –        | –         | –       | –         | 5       | 0         |
| Persija Jakarta     | 2017                | 20           | 1            | –       | –         | –        | –         | –       | –         | 20      | 1         |
| Persija Jakarta     | 2018                | 6            | 0            | 0       | 0         | 6        | 2         | –       | –         | 12      | 2         |
| Tổng cộng sự nghiệp | Tổng cộng sự nghiệp | 31           | 1            | 0       | 0         | 6        | 2         | 0       | 0         | 37      | 3         |

1. ↑  Số lần ra sân ở Piala Indonesia.
2. ↑  Số lần ra sân ở Cúp AFC.

### Quốc tế
Tính đến 14 tháng 1 năm 2018
| 2017      | 3 | 1 |
| 2018      | 1 | 0 |
| Tổng cộng | 4 | 1 |

### Bàn thắng U-23 quốc tế
| #  | Ngày                | Địa điểm                                     | Đối thủ | Tỉ số | Kết quả | Giải đấu       |
| -- | ------------------- | -------------------------------------------- | ------- | ----- | ------- | -------------- |
| 1. | 29 tháng 8 năm 2017 | Sân vận động MP Selayang, Selayang, Malaysia | Myanmar | 3–1   | 3–1     | SEA Games 2017 |

### Bàn thắng quốc tế
| #  | Ngày                | Địa điểm                                | Đối thủ   | Tỉ số | Kết quả | Giải đấu |
| -- | ------------------- | --------------------------------------- | --------- | ----- | ------- | -------- |
| 1. | 4 tháng 10 năm 2017 | Sân vận động Patriot, Bekasi, Indonesia | Campuchia | 2–0   | 3–1     | Giao hữu |

## Danh hiệu

### Cá nhân
- Persija Jakarta

Best Young Player ở Liga 1 2017.
Best Starting Eleven ở Liga 1 2017.
Best Young Player ở giải đấu trước mùa giải, Indonesia President’s Cup 2018.

### Câu lạc bộ
- Persija Jakarta

Champion ở giải đấu trước mùa giải, Indonesia President’s Cup 2018.

### Quốc tế
- U-23 Indonesia

Huy chương Đồng ở SEA Games 2017.